# Killers (gruppo musicale statunitense)
I Killers sono un gruppo musicale heavy metal originario di New York formatosi nel 1990, su iniziativa dell'ex cantante degli Iron Maiden Paul Di'Anno.

## Storia
Tra la fine del 1990 e l'inizio del 1991, l'ex batterista dei Battlezone Steve Hopgood ebbe l'idea di formare una nuova band e si mise in contatto con il cantante del suo vecchio gruppo, Paul Di'Anno, e con il chitarrista Cliff Evans. Di'Anno, che ai tempi risiedeva a Los Angeles, volò fino a New York per raggiungere gli altri due musicisti ed insieme formarono i Killers, reclutando anche John Gallagher (dai Raven) come bassista e Ray De Tone alla seconda chitarra.
Il gruppo registrò in brevissimo tempo un album live dal titolo Assault on South America, contenente un gran numero di cover degli Iron Maiden, dei Battlezone e di altre canzoni famose come We Will Rock You e Smoke on the Water. Questo disco venne distribuito principalmente sul mercato sudamericano, perché i Killers erano interessati a fare una tournée in quelle zone: sul retro della copertina sono infatti stampigliate le parole «Recorded in Brazil, Argentina and Venezuela in Summer of 1993» (Registrato in Brasile, Argentina e Venezuela nell'estate del 1993). Comunque, secondo le parole di John Gallagher, il tour in Sud America non venne mai effettuato, tanto che l'intero album venne registrato a New York su un camion attrezzato come unità mobile di registrazione. Qualche tempo dopo, una casa discografica canadese di nome Magnetic Air Productions lanciò sul mercato mondiale un disco pirata (bootleg), con una copertina diversa, in modo da non pagare alcun diritto ai Killers.
I Killers fino a quel momento avevano mandato dei provini a molte grosse etichette discografiche, come Virgin, EMI, Sony e BMG. La band suonava solo cover degli Iron Maiden, perché non avevano materiale originale: fu proprio suonando Phantom Of The Opera e Wrathchild che i Killers impressionarono tanto un rappresentante della BMG (che non conosceva le versioni originali delle canzoni) da indurlo ad offrire alla band un contratto da 250.000$.
Una volta stipulato il loro primo contratto discografico, i Killers si misero subito al lavoro sul loro primo album, che uscì nel 1992 con il titolo di Murder One. Inciso in circa due settimane, l'album fu preparato mentre la band alloggiava in un motel in cui il proprietario aveva allestito uno studio di prova. Ci volle solo un altro mese per la registrazione: la batteria venne registrata nel Vermont in una mezza giornata, ed alla fine l'album venne mandato a New York per gli ultimi ritocchi.
Dopo l'uscita di Murder One, Paul sposò una ragazza inglese con cui si trasferì a New York, ma l'alcool e gli stupefacenti richiesero presto il loro tributo e il loro matrimonio fallì in breve tempo. Paul lasciò quindi New York e andò a vivere a Los Angeles con la sua nuova fidanzata: il rapporto finì però con una lite ai coltelli che allertò il dipartimento di polizia, che fece irruzione nell'appartamento e arrestò Di'Anno per maltrattamenti coniugali, possesso di cocaina e reati legati al possesso di armi da fuoco. Il successivo processo condannò Paul a passare 4 mesi nella prigione della contea di Los Angeles: fu in questa sede che egli scrisse le canzoni per il nuovo album dei Killers, inviandole per posta alla band che ora risiedeva nel Regno Unito.
Dopo il rilascio di Paul, il gruppo firmò un contratto con la Bleeding Hearts Records di Newcastle e registrò il secondo album Menace to Society: il titolo era preso da un commento che il giudice di Los Angeles aveva fatto su Di'Anno durante il processo. Ispirato allo stile dei Pantera, l'album fu malamente accolto dalla critica mondiale, con l'eccezione della rivista Metal Hammer che in Germania lo votò come "Best New Album" di quell'anno.
Nel 2003, Paul e Cliff intrapresero una tournée in cui erano rimasti i soli due membri originali della band: Steve aveva infatti dovuto ritirarsi per un problema di acufeni, mentre Graham Bath aveva riportato danni permanenti alle mani a causa dell'età ormai avanzata ed aveva sviluppato una forma di artrite. Paul assunse allora dei nuovi musicisti, che ricordava dai tempi dei tour in Germania ed Austria: Marcus Thurston fu ingaggiato come secondo chitarrista, Darayus Kaye come bassista e Pete Newdeck come batterista (Paul aveva cercato di ingaggiare l'ex batterista degli Iron Maiden, Clive Burr, per questo ruolo, ma questi non era riuscito a presentarsi ai provini). Più tardi, comunque, anche Cliff fu costretto a ritirarsi dalle scene in quanto malato di sclerosi multipla.

## Formazione
- Paul Di'Anno - voce (Di'Anno, ex-Battlezone, ex-Gogmagog, ex-Iron Maiden)
- Cliff Evans - chitarra (Chicken Shack, Headfirst, Tank)
- Graham Bath - chitarra (Persian Risk, Sphinx)
- Brad Weiseman - basso
- Steve Hopgood - batteria (ex-Battlezone, ex-Chinatown, ex-Jagged Edge, Persian Risk, Shy, Tank, Wild)

Membri passati:
- John Gallagher - basso (1991-92) (Raven (UK)
- Ray Ditone - chitarra (1991-92)
- Nick Burr - chitarra (1992) (ex-Battlezone)
- Gavin Cooper - basso (1992-94) (ex-Battlezone)

## Discografia
- 1992 - Murder One
- 1994 - Menace to Society
- 1997 - Live
- 1998 - New Live & Rare
- 2001 - Live at the Whiskey
- 2002 - Screaming Blue Murder - The Very Best of Paul Di'Anno's Killers